# Міст Юзефа Пілсудського (Краків)
Міст Юзефа Пілсудського (пол. Most Józefa Piłsudskiego) — міст через річку Віслу в Кракові, Польща. Поєднує Казімєж (дільниця міста Старе-Място) і Подгуже. Найстаріший автомобільний міст через Віслу в Кракові, який зберігся до наших днів у первісному вигляді. У 2006 році міст став об'єктом туристичного маршруту Краківський шлях техніки.

## Розташування
Міст з'єднує вулицю Легіонів Юзефа Пілсудського з Краківської вулицею.
Вище за течією знаходиться Грюнвальдський міст, нижче — міст Отця Бернатка.

## Назва
Спочатку, ще під час будівництва, міст неофіційно називався 4-м. У січні 1932 р. міська рада затвердила назву мосту на честь маршала Юзефа Пілсудського.
Після реконструкції в 1948 році міст перейменували на честь Тадеуша Костюшка. Також використовувалися неофіційні назви 4-й міст і 2-й міст (друга назва виникла після реконструкції). У 1990 році мосту повернуто первісну назву — міст Юзефа Пілсудського.

## Історія створення
Необхідність будівництва нового моста, що поліпшує зв'язок між старим Краковом і Подгуже, обговорювалася ще до Першої світової війни. Рішення про будівництво було прийнято в серпні 1925 року, після того як сусідній Підгурський міст був закритий через незадовільний технічний стан.
Проект мосту був розроблений групою інженерів під керівництвом А. Пшеницького у конструкторському бюро Департаменту мостобудування Міністерства громадських робіт у Варшаві.
Будівництво велося з 1926 по 1933 роки. Виготовлення та монтаж металоконструкцій мосту виконано краківським заводом Л. Зеленевського (пол. Zakłady Stali Fabryka Maszyn, Kotłów i Wagonów L. Zieleniewski i Fitzner-Gamper).
Урочисте відкриття мосту відбулося 19 січня 1933 року. Загальна вартість будівництва склала 5 млн злотих. За проїзд і пішохідний прохід по мосту стягувалася плата.
У зв'язку із необхідністю будівництва під'їзних шляхів до мосту, було знесено кілька будівель по обидва боки річки, в тому числі й ринок в Подгуже. До моменту відкриття мосту були готові до введення в експлуатацію тільки бокові колії до мосту з боку набережних. Наскрізний рух по осі Краківської вулиці і вулиці Пілсудського було відкрито в 1935 році. Трамвайний рух розпочався тільки після війни.
Під час Другої світової війни міст був замінований німецькими військами і підірваний в січні 1945 року, в результаті чого було пошкоджено південний проліт (на стороні Подгуже). Саперами Червоної армії замість пошкодженого прольоту був побудований тимчасовий дерев'яний. У 1948 році міст знову був відкритий після реконструкції.

## Конструкція
Міст складається з трьох прольотів, металевий, арковий. Центральний проліт довжиною 72 м перекритий металевою двошарнірною аркою з проїжджою частиною внизу. Опори мосту монолітні, залізобетонні. Проміжні опори облицьовані гранітом (зверху) і доломітом (знизу). Довжина мосту складає 147,5 м, ширина — 18,5 м (з них ширина проїжджої частини — 10 м і два тротуари по 3 м).
Міст призначений для руху автотранспорту, трамваїв і пішоходів. Проїжджа частина мосту включає в себе 2 смуги для руху автотранспорту (в тому числі 2 трамвайних колії). Покриття проїжджої частини і тротуарів — асфальтобетон. Поручні металеві, безтумбові. На правому березі і з низової сторони лівого берега облаштовані сходи на нижній ярус набережної.